# Lanz Benedek
Lanz Benedek (Bécs, 1713. március 8. – Graz, 1773.) Jézus-társasági áldozópap és hitszónok.

## Élete
1729. október 14-én lépett a rendbe; hitszónok volt Grazban, Pozsonyban (ahol a Salvatorianusok templomában ünnepi szónok volt) és Bécsben 24 évig. Az utolsó négy év alatt a grazi hitoktatási könyvtár őre is volt, itt hunyt el 1773-ban.

## Munkája
- Leopoldus der Heilig-Oesterreichische Markgraf Ein Grosser Fürst ... in einer Ehr- und Lobrede da die löbliche in Pressburg versammelte Oesterreichische Landes-Genossenschaft den 15. Nov. 1749. die alljälrliche Gedächtmuss desselben in dem Gottes-Haus ... durch besondere Feyerlichkeit begienge. Pressburg.

Stoeger még három egyházi beszédjét említi, melyek 1754. 1755. és 1759. Bécsben jelentek meg; könyvészeti leírásukat azonban nem adja.